# Salif Diallo
Pour les articles homonymes, voir Diallo.
Salif Diallo, né le 9 mai 1957 à Ouahigouya (Haute-Volta) et mort le 19 août 2017 à Paris 8e,, est un homme d'État burkinabè, ministre dans le gouvernement de Blaise Compaoré durant les années 1990 et 2000, et ambassadeur en Autriche en 2008.
En janvier 2014, il est membre fondateur et 1er vice-président chargé de l'orientation politique du Mouvement du peuple pour le progrès, avant d'en devenir son président. En 2016, il est élu député et devient le président de l'Assemblée nationale, poste qu'il occupe jusqu'à sa mort.

## Biographie
Étudiant, Salif Diallo est expulsé de l'université de Ouagadougou pour avoir participé à des grèves et des manifestations avec le Parti communiste révolutionnaire voltaïque (PCRV). Il obtient une maîtrise en droit de l'université de Dakar au Sénégal. À son retour au Burkina Faso en 1985, il devient un dissident pro-Sankara. En 2005, il soutient une thèse de doctorat en droit public intitulée Les transformations de l'État en Afrique à l'université de Perpignan.
Assistant au cabinet au ministre de la Justice dès 1986, il devient directeur du cabinet de 1987 à 1989 et secrétaire d'état du président Blaise Compaoré en 1991. En 1991, il devient ministre de l'Emploi, du Travail et de la Sécurité sociale. De 1992 à 1995, il est chargé de missions du président puis ministre de l'Environnement et de l'Eau de 1995 à 1999. En 2000, il passe au ministère de l'Agriculture. Il devient vice-président du Congrès pour la démocratie et le progrès en 2003.
Il est démis de ses fonctions dans ces circonstances étranges le 24 mars 2008,. Il devient alors ambassadeur en Autriche. Le 6 janvier 2014, il démissionne du CDP et s'oppose à la réélection de Blaise Compaoré. Il fonde alors avec Roch Marc Christian Kaboré et Simon Compaoré le Mouvement du peuple pour le progrès (MPP) et en devient le premier vice-président,. Entre autres activités lors de la traversée du désert, il est conseiller du président nigérien et offre des prestations intellectuelles à travers un bureau d'études installé au Niger.
De l'avènement du MPP au pouvoir en 2015 jusqu'à sa mort le 19 août 2017, il est président de l'Assemblée nationale.